# 에어 세르비아의 운항 노선
에어 세르비아는 아래 목적지들에 직접 운항하고 있다.

## 운항 노선

### 아시아

#### 동아시아
- 중화인민공화국
  - 톈진 - 톈진 빈하이 국제공항

#### 서남아시아
- 이스라엘
  - 텔아비브 - 벤구리온 국제공항

### 아프리카

#### 북아프리카
- 이집트
  - 카이로 - 카이로 국제공항

### 유럽

#### 서유럽
- 영국
  - 런던 - 런던 히드로 국제공항
- 프랑스
  - 파리 - 파리 샤를 드 골 국제공항
  - 리옹 - 생택쥐페리 국제공항
  - 마르세유 - 마르세유 프로방스 공항
- 독일
  - 베를린 - 베를린 브란덴부르크 국제공항
  - 뉘르베르크 - 뉘른베르크 공항
  - 뒤셀도르프 - 뒤셀도르프 국제공항
  - 슈투르가르트 - 슈투르가르트 공항
  - 쾰른 - 쾰른 본 공항
  - 프랑크푸르트 - 프랑크푸르트 국제공항
  - 하노버 - 하노버 공항
  - 한 - 프랑크푸르트 한 공항
  - 함부르크 - 함부르크 공항
- 네덜란드
  - 암스테르담 - 암스테르담 스키폴 국제공항
- 벨기에
  - 브뤼셀 - 브뤼셀 국제공항

#### 중유럽
- 스위스
  - 취리히 - 취리히 국제공항
- 오스트리아
  - 빈 - 빈 국제공항
  - 잘츠부르크 - 잘츠부르크 공항

#### 남유럽
- 그리스
  - 아테네 - 아테네 국제공항
  - 로도스 - 로도스 국제공항 계졀편
  - 카니아 - 카니아 국제공항 계졀편
  - 코르푸 - 코르푸 국제공항 계졀편
  - 테살로니키 - 테살로니키 국제공항
  - 헤라킬리온 - 헤라킬리온 국제공항 계졀편
- 북마케도니아
  - 스코페 - 스코페 알렉산더 대왕 국제공항
  - 오흐리드 - 오흐리드 국제공항 계졀편
- 몬테네그로
  - 포드고리차 - 포드고리차 국제공항
  - 티바트 - 티바트 공항
- 몰타
  - 발레타 - 몰타 국제공항 계졀편
- 보스니아 헤르체고비나
  - 사라예보 - 사라예보 국제공항
  - 바냐루카 - 바냐루카 국제공항
- 세르비아
  - 베오그라드 - 베오그라드 니콜라 테슬라 국제공항 허브
- 스페인
  - 마드리드 - 마드리드 바라하스 국제공항
  - 말라가 - 말라가 공항
  - 바르셀로나 - 바르셀로나 엘프라트 국제공항
  - 발렌시아 - 발렌시아 공항
  - 팔마데마요르카 - 팔마데마요르카 공항 계졀편
- 슬로베니아
  - 류블랴나 - 류블랴나 국제공항
- 알바니아
  - 티라나 - 티라나 국제공항
- 이탈리아
  - 로마 - 레오나르도 다 빈치 국제공항
  - 나폴리 - 나폴리 국제공항
  - 밀라노 - 밀라노 말펜사 국제공항
  - 바리 - 바리 카롤 보이타와 공항
  - 베네치아 - 베네치아 마르코 폴로 국제공항
  - 볼로냐 - 굴리엘모 마르코니 국제공항
  - 카타니아 - 카타니아 폰타나로사 공항 계졀편
  - 팔레르모 - 팔코네 보르셀리노 공항 계졀편
  - 피렌체 - 피렌체 페레톨라 공항
- 키프로스
  - 라르나카 - 라르나카 국제공항
- 튀르키예
  - 앙카라 - 에센보아 국제공항
  - 이스탄불 - 이스탄불 공항
  - 이즈미르 - 아드난 멘데레스 공항
- 포르투갈
  - 리스본 - 리스본 공항
  - 포르토 - 포르토 공항

#### 동유럽
- 러시아
  - 모스크바 - 셰레메티예보 국제공항
  - 상트페테르부르크 - 풀코보 국제공항
  - 소치 - 소치 국제공항
  - 카잔 - 카잔 국제공항
- 루마니아
  - 부쿠레슈티 - 헨리 코안더 국제공항
- 불가리아
  - 소피아 - 소피아 국제공항
  - 바르나 - 바르나 공항 계졀편
- 크로아티아
  - 자그레브 - 자그레브 국제공항
  - 두브로브니크 - 두브로브니크 공항 계졀편
  - 리예카 - 리예카 공항 계졀편
  - 스플리트 - 스플리트 공항 계졀편
  - 자다르 - 자다르 공항 계졀편
  - 풀라 - 풀라 공항 계졀편
- 체코
  - 프라하 - 프라하 바츨라프 하벨 국제공항
- 폴란드
  - 크라우프 - 크라우프 발리체 국제공항
- 헝가리
  - 부다페스트 - 부다페스트 페리 헤지 국제공항

#### 북유럽
- 노르웨이
  - 오슬로 - 오슬로 가르데르모엔 국제공항
- 덴마크
  - 코펜하겐 - 코펜하겐 카스트럽 국제공항
- 스웨덴
  - 스톡홀름 - 스톡홀름 알란다 국제공항
  - 예테보리 - 예테보리 란드베터 공항

### 아메리카

#### 북아메리카
- 미국
  - 뉴욕 - 존 F. 케네디 국제공항
  - 시카고 - 시카고 오헤어 국제공항

## 단항 노선

### 아시아

#### 서남아시아
- 레바논
  - 베이루트 - 베이루트 국제공항
- 아랍에미리트
  - 아부다비 - 아부다비 국제공항
- 요르단
  - 암만 - 퀸 알리아 국제공항

### 유럽

#### 서유럽
- 프랑스
  - 니스 - 니스 코트다쥐르 공항
- 독일
  - 베를린 - 베를린 테겔 국제공항
  - 카를스루에 - 카를스루에 바덴바덴 공항
  - 프리드리히샤펜 - 프리드리히샤펜 공항

#### 중유럽
- 스위스
  - 제네바 - 제네바 국제공항

#### 남유럽
- 이탈리아
  - 트리에세테 - 트리에세테 공항
- 튀르키예
  - 이스탄불 - 아타튀르크 국제공항
  - 이스탄불 - 사비하괵첸 국제공항

#### 동유럽
- 러시아
  - 로스토프나도누 - 플라토브 국제공항
  - 크라스노다르 - 크라스노다르 국제공항
- 몰디브
  - 키시너우 - 키시너우 국제공항
- 우크라이나
  - 키이우 - 보리스필 국제공항
- 폴란드
  - 바르샤바 - 바르샤바 프레드릭 쇼팽 국제공항

#### 북유럽
- 핀란드
  - 헬싱키 - 헬싱키 반타 국제공항